# Authre
Die Authre ist ein Fluss in Frankreich, der im Département Cantal in der Region Auvergne-Rhône-Alpes verläuft. Sie entspringt im Regionalen Naturpark Volcans d’Auvergne im Gemeindegebiet von Lascelle, entwässert generell Richtung Südwest bis West und mündet nach rund 42 Kilometern im Gemeindegebiet von Lacapelle-Viescamp als rechter Nebenfluss im Rückstau des Lac du Barrage de Saint-Étienne-Cantalès in die Cère.

## Orte am Fluss
(Reihenfolge in Fließrichtung)
- Langeneste, Gemeinde Lascelle
- Laroquevieille
- Marmanhac
- Jussac
- Reilhac
- Naucelles
- Ytrac
- Lacapelle-Viescamp